# Giuni Russo
Giuni Russo, nombre artístico de Giuseppa Romeo (Palermo, 7 de septiembre de 1951-Milán, 14 de septiembre de 2004) fue una cantautora italiana catalogada por la crítica musical como una de las mejores voces de la música italiana. Tuvo un gran éxito en la década de los 1980, éxito que prefirió abandonar para dedicarse a la música experimental y de vanguardia jugando entre los límites de la lírica y el pop o de la música sacra y la música ligera entre otras, gracias a su increíble extensión vocal de casi cinco octavas
En su repertorio constan canciones en italiano, siciliano, napolitano, inglés, francés, japonés, español, árabe, farsi y latín.

## Biografía

### Primeros pasos en la música
Giuseppa Romeo nace en Palermo el 7 de septiembre de 1951 en una familia numerosa. El padre, Pietro Romeo, registró el nacimiento tres días después, el 10 de septiembre de 1951.
Nacida en una familia donde la lírica era muy apreciada (su madre era una soprano natural, mientras su padre y su abuelo eran dos barítonos), comenzó desde muy joven a cultivar la aptitud para el canto y la composición, dando sus primeros pasos  a la edad de 13 años, actuando en el “Palchetto della Musica” frente al Teatro Politeama.
En 1967 venció, junto a Elio Gandolfi, el Festival de Castrocaro interpretando A Chi, éxito lanzado por Fausto Leali ese mismo año. Esta victoria le dio derecho a participar en el Festival de Sanremo 1968, participando con el nombre de Giusy Romeo con la canción No amore, escrita por Vito Pallavicini y Enrico Intra. La canción fue interpretada junto al cantante-guitarrista francés Sacha Distel, no pasando a la final.
Contratada por la discográfica Columbia lanzó tres sencillos ese mismo año, el primero con la canción que llevó a Sanremo “No amore”, al que seguiría “L’onda”, con la que participa en los festivales Festivalbar, Cantagiro y Un disco per l’estate, e “I primi minuti”, terminando con este último sencillo el contrato con la discográfica Columbia.

### Los difíciles años 1970. Junie Russo
En 1969 se traslada a Milán que se convertiría en su ciudad adoptiva y donde conoce a María Antonietta Sisini, quien durante 36 años será su coautora y productora, además de compañera de vida y heredera universal.
Los primeros años de los año 1970 no consigue ningún contrato discográfico debiendo conformarse con hacer coros en  discos de otros artistas como en el álbum Ys del grupo progresivo Il Balletto di Bronzo o en el álbum I mali del secolo de Adriano Celentano.
A finales de 1974 la división italiana del sello discográfico alemán BASF le ofrece firmar un contrato. Nació el seudónimo “Junie Russo”, un nombre artístico sugerido por la nueva compañía en un intento de lanzarse al mercado internacional como cantante italoestadounidense y hacer olvidar sus comienzos como “Giusy Romeo”.
Al año siguiente en sencillo Milk of Paradise anticipa el lanzamiento de su primer álbum “Love ''is a Woman''”, totalmente escrito en inglés participan entre otros el trompetista de jazz Enrico Rava (aunque no está acreditado por la costumbre de la época) y el teclista Michael Kogan (que también colaboró en la letra y los arreglos). Entre las canciones utilizadas para la promoción del álbum se encuentra Carol, dedicada a una amiga muerta por la droga, que se presenta en el programa televisivo “Adesso música”. 
El álbum tuvo una muy buena acogida por la crítica, no así por el público. Con el paso de los años este álbum fue muy codiciado por los coleccionistas pagándose grandes cantidades de dinero por hacerse con un ejemplar. Reeditado en 2012 en formato CD tuvo un gran éxito de ventas en la primera semana, más tarde, en 2019, fue reeditado de nuevo en formato vinilo.
A finales de 1975 se lanzaron al mercado dos sencillos más. El primero, todavía con el sello BASF es una versión de la célebre Everything Is Gonna Be Alright, de P.P. Arnold, mientras el segundo, In Trappola, viene grabado con Ghibli, una etiqueta pequeña, siendo este último sencillo el comienzo de la colaboración con Cristiano Malgioglio.
En 1976, la histórica etiqueta “Durium” le ofrece un contrato, se publica en sencillo Mai, firmado por Guini Russo, María Antonietta Sisini y Malgioglio obteniendo un éxito discreto. Es el último lanzamiento discográfico con el nombre de “Junie” Russo, ya que a partir de entonces el nombre se italianizará.
Durante estos años junto con Cristiano Malgioglio y Maria Antonietta Sisini Giuni firma como autora canciones para otros artistas como por ejemplo Triangolo d’amore para Rita Pavone, Selvaggio para Iva Zanicchi, Shiver para Marie Laure Sachs y para Amanda Lear, con texto de Malgioglio la canción Ho fatto l’amore con me.
En 1978 Giuni Russo regresa al mercado discográfico con en sencillo Soli Noi, grabado para el sello Elektra, por Warner Music Group, con el texto una vez más de Malgioglio. En sencillo se promociona en algunos programas de televisión, incluidos “10 Hertz”, del primer canal de la RAI,  conducido por Gianni Morandi y Carla Maria Orsi Carbone e “Il Bingoo”, transmitido por Antennatre. El 21 de septiembre de ese mismo año Giuni participa con Soli Noi en la final del evento musical “Free Show Estate’78”.
Mientras tanto Soli Noi se distribuye también en otros países. Si en Italia el disco pasa casi desapercibido no sucede así en Francia donde tiene una gran respuesta, tanto que en París la RCA (etiqueta que distribuyó la edición francesa del disco) tiene un encuentro con Giuni Russo ofreciéndole la oportunidad de probar su carrera fuera de Italia. Pero la joven artista desanimada y decepcionada por los fracasos parece no querer saber más acerca de continuar con su carrera discográfica.
Aun así, el guitarrista y productor Alberto Radius, junto con Maria Antonietta Sisini, la convencieron para grabar algunas maquetas. Radius decide enviar American Man (escrito por Giuni Russo y Maria Antonietta Sisini) a Alfredo Cerruti, director artístico de la CGD. Cerruti  parece apreciar la personalidad vocal de Giuni pero no se decide a ponerla bajo contrato.

### Los años 1980. Franco Battiato y el contrato con la CGD
Alberto Radius presenta a Franco Battiato a Giuni Russo. Con Battiato nace, además de una gran amistad que continuará hasta el final de sus días, un equipo de trabajo que lleva a la creación de tres canciones realizadas con base en las habilidades vocales  e interpretativas de Giuni (Una vipera sarò, Crisi metropolitana y L’addio).
En la casa_discografica CGD]] Caterina Caselli, cantante muy popular en los años sesenta y ahora dedicada a la actividad de mánager y descubridora de talentos en el sello discográfico familiar, cae rendida ante la voz de Giuni. Las dos artistas ya se habían encontrado en 1967 en Castrocaro, siendo precisamente Caselli quien presentó a la debutante Giusy Romeo. Pero si en aquella ocasión la popular “Casco d’oro” (como era conocida en aquel entonces) se mostró bastante distante con la jovencísima ganadora, esta vez parece querer tomar las riendas de su carrera, queriendo ocuparse en persona del lanzamiento de Giuni Russo, a pesar de que en la CGD siga siendo director artístico Alfredo Cerruti (quien dejará la discográfica el año siguiente).
En 1981 Giuni Russo firma con la CGD un contrato discográfico de cinco años y por cinco discos. Un contrato que distaba mucho de ser justo entre la artista y la discográfica.
El primer LP realizado es “Energie”. Es un álbum de vanguardia, etiquetado como experimental tanto en el uso de la voz como por la sonoridad creada por Franco Battiato y totalmente atemporal no sintiendo el paso de los años a día de hoy. Con Franco Battiato, Giusto Pio, Alberto Radius y Maria Antonietta Sisini, Giuni Russo encuentra su dimensión artística.
Para el lanzamiento del nuevo LP la casa discográfica organiza una gira promocional en numerosas emisoras de radio, así como la participación en varios eventos musicales y programas de televisión, como los tres domingos consecutivos participando en el programa musical “Domenica musica-Dietro il disco” con Franco Battiato, Gianni Morandi y muchos otros, organizado por It y la RCA en el Teatro Tenda de Piazza Mancini en Roma.
Para dar un impulso a su carrera a mediados de 1982 le viene propuesto una canción original, titulada Un’estate al mare, firmada nuevamente por Franco Battiato. Al final de la canción la cantante imita el graznido de las gaviotas con notas particularmente agudas, dando prueba de su notable extensión vocal.
En sencillo Un’estate al mare alcanza la cima de las listas de éxitos permaneciendo en ellas durante ocho meses. La canción se presenta en el Festivalbar, venciendo en la sección Festivalbar Disco Verde, obteniendo un disco de oro por las ventas. Ese mismo año Giuni gana como revelación del año la popular votación Vota la voce promovida por TV Sorrisi e Canzoni.
La intención de Giuni era que Un’estate al mare fuera tan sólo un paréntesis comercial para darse a conocer al gran público y volver después a la experimentación de Energie, pero Giuni cae prisionera en el cliché de éxito de verano y temática playera, principalmente debido a las directrices artísticas de su sello discográfico.
A finales de año se lanza otro sencillo firmado por Franco Battiato, Good good bye, y la artista declara haber preparado el álbum “Vox”, que se lanzaría en 1983. Las canciones han sido escritas por la propia Giuni Russo con Maria Antonietta Sisini, Franceso Messina, Franco Battiato y Giusto Pio. El álbum viene publicado a disgusto de Caterina Caselli, que hubiera preferido un producto más comercial para aprovechar la gran popularidad obtenida el año anterior. A pesar de eso Giuni cumple con las exigencias de la casa_discografica CGD participando en el Festivalbar con Sere d’agosto. Del disco hay que destacar Abbronzate dai miraggi (también utilizada en la promoción) y las refinadas Buenos Aires y L’oracolo di Delfi.
En 1984 Giuni debería haber participado en el Festival de Sanremo, pero la CGD anula in extremis su candidatura para promocionar el regreso a los escenarios de Patty Pravo, recientemente contratada.
Con el álbum “Mediterranea”, publicado a finales de la primavera, destaca una artista en continua evolución, con el objetivo de combinar con inteligencia y visión artística la capacidad de cantar y el experimentalismo, tanto vocal como instrumental. Giuni Russo quiere como canción principal del disco la canción que le da título, Mediterranea, pero Caterina Caselli prefiere que esta promoción sea para Limonata cha cha, una canción más frívola como lado A del nuevo sencillo. A Giuni sólo le queda aceptar esta directriz de la discográfica pero sin esconder su absoluta oposición.
En el verano de 1984 participa al Festivalbar presentando algunas canciones del nuevo disco, entre ellas Mediterranea, Limonata cha cha y Demenzial song, una de las canciones más impactantes del álbum.
El 10 de septiembre realiza un concierto en vivo para promocionar el álbum Mediterranea para el programa de televisión “Effetto concerto”, en Studio 1, en directo en Antennatre, bajo la dirección de Enzo Gatta. Este concierto sería publicado en el cofre “Mediterranea Tour” el 10 de septiembre de 2005.
En 1985 Giuni Russo y Maria Antonietta Sisini escriben un nuevo álbum pero debido a las tensiones acumuladas en los últimos tiempos la CGD no parece particularmente interesada en el proyecto. Por ello, la publicación del nuevo álbum se prepara para mediados de julio, un período en el que sería muy difícil promocionar, ya que sólo unas semanas más tarde tendrá inicio el mercado otoñal con nuevos lanzamientos. Después de la enésima desilusión Giuni decide por lo tanto pedir la rescisión del contrato de común acuerdo entre las partes para poder cambiar de etiqueta discográfica, ya que sus directivos no creen más en su trabajo obstaculizando su evolución artística.
En un principio el director general de la CGD intenta obligarla, a cambio de la rescisión, a firmar un documento por el  que renuncia para siempre a su carrera de cantante. En un segundo momento, por miedo a que Giuni pueda impugnar desde el punto de vista legal el contrato de 1981, definido como abusivo, le viene concedida la rescisión del contrato, constando explícitamente que Giuni es una artista totalmente difícil de dirigir para disuadir a cualquier sello discográfico de volver a contratarla, además en la nota final se afirma que en la CGD nunca más querrían volver a tratar con ella.

### Los años 1980. Contrato con Bubble y el éxito de Alghero
La única casa discográfica dispuesta a hacer un contrato a Giuni después de la ruptura con la CGD es la Bubble Record, una pequeña discográfica que no puede asegurar a Giuni Russo la distribución y promoción de una importante marca como la CGD. Es por ello por lo que la Bubble Record está fuera de los juegos del poder y por tanto libre de tratar con cualquier artista.
En 1986 el álbum "Giuni” fue finalmente publicado. Grabado el año anterior y “congelado” debido a las mencionadas cuestiones discográficas, el álbum contiene el éxito Alghero, publicado también en versión sencillo, y con el que Giuni participa con éxito en el Festivalbar y también en el festival de canto Vota la voce y con el que alcanzará de nuevo un disco de oro en ventas.
En 1987 se publica en sencillo Ragazzi al luna park, adelanto de un segundo LP para la Bubble Record, titulado Giuni_Russo. El disco contiene la frenética Adrenalina cantada a dúo con Donatella Rettore, quien después de algunas dudas acepta duetar la canción, particularmente adaptada a su personalidad artística. Adrenalina representa también el primer dueto en la carrera de ambas. La canción fue presentada en el evento “A record for the summer” en Saint-Vicent y se publicó también en versión maxisencillo.

### Finales de los año 1980. El giro artístico
En 1988 se produce un cambio de dirección con el álbum “A casa di Ida Rubinstein” (el título está inspirado en el nombre de Ida Rubinstein, personaje simbólico de la Belle Époque) con la etiqueta L’Ottava de Franco Battiato. Es un trabajo dictado por la pasión por la lírica, un disco de contaminación entre clásico, pop y jazz, centrado en la interpretación de arias de cámara y romanzas de autores como Bellini, Donizetti y Verdi, que anticipa en varios años la “música de confines”, en aquella época absolutamente a la vanguardia para el panorama musical italiano y popularizada solamente a partir de los años 1990 a través de otros intérpretes. El disco obtiene magníficas críticas pero el público no está aún preparado para este tipo de música.
Ese mismo año la CGD publica la recopilación “Le più belle canzoni” con algunos de sus mayores éxitos de la década de los 80’, a los que negó los royalty a la cantante. El disco con varios miles de copias vendidas sigue a día de hoy en el catálogo de la CGD.

### Los años 1990. La Giuni espiritual
En 1992, por influencia de Franco Battiato, crea la world music arabesca de “Amala”, que marca el regreso de Giuni a la Warner Music Group, que ha comprado la discográfica CGD y por tanto el catálogo musical de Giuni con esa discográfica. Es un álbum que contiene solamente dos inéditos: la canción homónima Amala y Alla spiaggia dell’amore, dedicada a una playa en forma de corazón ubicada en Portobello di Aglientu, en Cerdeña.
En 1994 vuelve a la escena musical con el álbum “Se fossi più simpatica sarei meno antipatica” dando título a un tema que abre el disco de estilo cabaret inspirado en un texto de Ettore Petrolini. Se amplía la colaboración con escritores y poetas, incluso hace un retiro espiritual en casa de Battiato, en donde se adentra en el estudio de textos sagrados antiguos, especialmente las obras de San Juan de la Cruz y Santa Teresa de Ávila. El disco incluye trabajos firmados por Giuni y Battiato, como Strade Paralelle y dos de los temas más queridos por Giuni, La sposa e La sua figura, una canción de amor inspirada en los textos de San Juan de la Cruz que viene excluida in extremis del Festival de Sanremo 1994 después de haber pasado todas las selecciones.
Ese año participa en el Premio Tenco, donde hace un homenaje al cantautor con su personal versión de Ciao amore ciao, arreglada por Franco Battiato. Al año siguiente volverá a participar, interpretando  las canciones Malinconia (Ninfa gentile), Il sole di Austerlitz, La sua figura y un intenso y emocionante dueto con el cantante portugués Sergio Godinho, con su La barca degli amanti.
El 22 de junio de 1996 participa en el programa televisivo “Il boom”, transmitido por Canale 5 y dedicado a los años 1950, donde interpreta el clásico de Peggy Lee de 1954 Johnny Guitar.
En mayo de 1997 participa en el concurso de canto televisivo “Viva Napoli”, transmitido por Rete 4 y presentado por Mike Bongiorno y Loretta Goggi, donde interpreta Maruzzella de Renato Carosone y Me voglio fà ‘na casa , una romanza de Gaetano Donizetti que lleva en su repertorio desde 1988. 
Al mismo tiempo, después de dos años ausente del mercado discográfico, Giuni publica con la etiqueta NAR International un nuevo sencillo que contiene los temas Gabbiano e Fonte mobile, como adelanto del álbum “Gelsomini d’Arabia”, que debido a discrepancias con la dirección artística de la NAR International no será publicado, la mayoría de las canciones que debían formar parte de este álbum se publicarán en el álbum póstumo “Cercati in me” de 2008.
También en 1997 el productor Ezio Trapani, primo del director Enzo Trapani, y Battiato le proponen participar en “Verba Tango”, un espectáculo de música contemporánea y poesía en el que canta los versos de Borges junto al célebre actor teatral Giorgio Albertazzi en la Iglesia de Santa Maria dello Spasimo, di Palermo, en el barrio marítimo de la “Kalsa”.
El 27 de noviembre de 1998 Giuni festeja sus treinta años de carrera publicando su primer álbum “live”, con el título autobiográfico “Voce prigioniera”, que contiene canciones de “A casa di Ida Rubinstein” además de otras actuaciones en vivo. El disco se lo dedica a Maria Antonietta Sisini “… por la insustituible amistad y gran paciencia”.
Durante el verano de 1999 Giuni descubre padecer un cáncer y por un breve período interrumpe sus conciertos para someterse a tratamiento.

### El nuevo siglo. La perfección artística
En el año 2000 se publica nuevamente Un’estate al mare en CD sencillo y vinilo 12” con tres nuevos remix del grupo Novecento para la etiqueta Extrarecord. También ese año sale una recopilación en dos ediciones diferentes para las etiquetas Dv More Records y Mr. Music, tituladas respectivamente” I successi” e ”Il meglio”, las dos versiones contienen nuevas grabaciones de históricos éxitos de Giuni interpretados por ella misma con arreglos del grupo Novecento. Se diferencian entre ellas en que “Il meglio” además de las doce canciones de “I sucessi” incluye dos más, Bing Bang Being y L’oracolo di Delfi. Este disco se reedita tres veces más en 2004 aprovechando el éxito de Giuni en Sanremo con el título “I miei successi”; en 2011 dentro de la colección “Le più belle di sempre: Giuni Russo – Un’estate al mare” de Errepi Media y en 2019 de nuevo con el nombre de “Il meglio” y distinta carátula.
El  4 de abril de 2001 Giuni da un concierto en el Auditorio de Milán, posiblemente el concierto de mayor aforo desde que se retirara de la música comercial, con un gran éxito de público.
En el verano de 2001 Canale 5 transmite  el concurso musical “La notte vola” conducido por Lorella Cuccarini. Se trata de un concurso de los mayores éxitos de los años 1980 cantados por los intérpretes originales, donde Giuni retoma en vivo después de quince años su histórico éxito Un’estate al mare, con un nuevo arreglo de Lucio Fabbri. Llega a la final quedando en tercer puesto en una final muy reñida.
El 11 de marzo de 2002 es invitada  al programa “Cocktail d’amore”, transmitido por Rai Due y presentado por Amanda Lear, donde a través de varios vídeos y entrevistas, se muestra su carrera artística. Durante el programa le cuenta al público televisivo el ostracismo que ha venido sufriendo por su enfrentamiento con las grandes discográficas por expresar su deseo de no continuar haciendo carrera en la música comercial.
El 23 de noviembre de 2002 con la discográfica Sony Music publica su segundo álbum en vivo, titulado “Signorina Romeo Live”, que contiene las mejores canciones del repertorio de los últimos años de sus conciertos y que publica como ella misma expresa manteniendo “la promesa hecha a todos los que en estos años me lo han pedido fuertemente” y donde por expreso deseo de Giuni, al igual que hizo en “Voce Prigioniera” quiso dejar las imperfecciones para no alterar la verdad y la autenticidad de los conciertos. Il Carmelo di Echt, canción de Juri Camisasca, está inspirada en la figura de Edith Stein, la carmelita asesinada por los nazis. De este disco existen sólo mil copias, vendidas antes de su retirada del mercado ya que a los pocos meses será reeditado con una nueva tracklist y nuevo título a consecuencia de su participación en el Festival de Sanremo 2003.

### Los últimos trabajos y la desaparición
En marzo de 2003, después de 35 años de ausencia, forma parte del Festival de Sanremo con la canción Morirò d’amore, escrito muchos años antes con Maria Antonietta Sisini y Vania Magelli, la música de los violines por el Maestro Stefano Barzan y los arreglos de Franco Battiato y Roberto Colombo. La canción queda en un magnífico séptimo puesto, recibiendo el premio al mejor arreglo. Giuni se exhibe sin cabello y con la cabeza cubierta por un pañuelo, señal inequívoca del tratamiento terapéutico debido a su enfermedad con la que lleva luchando desde hace algunos años.
El 7 de marzo se publica por la Sony Music el homónimo álbum “Moriró d’amore”, con buen éxito de ventas. El disco es básicamente un reedición de “Signorina Romeo Live”, suprimiendo cuatro pistas (Adeste fideles, Nomadi, Il re del mondo y Nada te turbe) mientras entran cuatro canciones inéditas: la propia Morirò d’amore, Una rosa è una rosa, Moro perchè non moro y Amore intenso, además de un nuevo live de Il sole di Austerlitz.
El 4 de abril de 2003, aprovechando la notoriedad dada por el paso de Giuni por Sanremo, la etiqueta NAR International publica “Irradiazioni”, una recopilación de éxitos remixados y el inédito Voche che grida. El disco, grabado en 1997, no puede tenerse en cuenta entre la discografía oficial de Giuni, quien además declarará no apreciar ni siquiera el título, cuanto menos de mal gusto. Este disco junto con “Voce Prigioniera”, únicos discos de Giuni en manos de la NAR International, son publicados nuevamente al año siguiente en un doble CD titulado “Voce che grida” y en 2016 con idéntico contenido pero titulado “Il meglio di Giuni Russo”, en una cuanto menos discutible operación comercial.
En verano de 2003 cuenta entre los invitados de honor en la 19.ª edición del Premio Rapallo Carige, donde entre otras cosas presenta en sencillo de Sanremo Morirò d’amore.
El 1 de septiembre de 2003 participa en el espectáculo “[./Https://it.wikipedia.org/wiki/Napoli%20prima%20e%20dopo Napoli prima e dopo]”, donde interpreta la canción napolitana Marechiare, siendo ésta su última aparición televisiva. El 18 de octubre, once meses antes de morir, actúa en vivo en el Teatro Zancanaro de Sacile, con ocasión del preestreno de la película restaurada “Napoli che canta”, la proyección de la película está acompañada de una actuación en vivo de Giuni en una suite musical compuesta de 22 canciones tradicionales napolitanas. El evento tiene un considerable éxito de público, siendo grabado e incluido en la versión en DVD y CD al año siguiente de la que será su última fatiga discográfica.
El 28 de noviembre se publica con la Sony Music el álbum “Demo De Midi”, que contiene varias demos de canciones escritas entre los años 80’ y 90’, de las cuales muchas de ellas permanecieron inéditas “por algún motivo (miedo?, embarazo? “tengo familia”? síndrome de Medea?...)”, agradeciendo Giuni a la Sony Music su confianza.
El 2 de abril de 2004 siempre con la Sony Music se publica el álbum “Napoli che canta”, que incluye la suite musical creada para la película muda del  mismo nombre,  rodada en 1926 por Roberto Leone Roberti, padre del director Sergio Leone. Además de la suite musical también cuenta con canciones  grabadas en estudio entre la que aparece la inédita A cchiù bella, una poesía de Totò musicada por la propia Giuni y Maria Antonietta Sisini.
La noche entre el 13 y el 14 de septiembre de 2004 Giuni Russo muere en su casa de Milán a los 53 años. El funeral se celebra el día 15 de septiembre en el Monasterio de las Carmelitas Descalzas de Milán, siendo enterrada en el Cementerio Mayor de Milán, en un reservado para las comunidades religiosas.

### Los homenajes y la Asociación GiuniRussoArte
El 25 de mayo de 2005 se constituye por Maria Antonietta Sisini la asociación cultural “GiuniRussoArte”, única asociación autorizada, sin ánimo de lucro y oficial, con la tarea de promover y tutelar la obra e imagen de Giuni Russo. 
El 14 de abril de 2006 el municipio de Sorso (Sassari) dedica a la memoria de Giuni Russo la Scuola Civica di Musica.
El 27 de mayo de 2012 el ayuntamiento de Sacile nombra la galería superior del Teatro Zancanaro como “Galleria Giuni Russo”, en agradecimiento Maria Antonietta Sisini prepara un espectáculo gratuito en el que participan entre otros Franco Battiato y conducido por Mauro Coruzzi y durante el que tendrá lugar la ceremonia de descubrimiento de una placa con el nuevo nombre de la Galería.
En septiembre de 2013, unos días antes del día del cumpleaños de Giuni, Maria Antonietta Sisini recibe una carta del Papa Francisco al que le había hecho llegar la biografía de Giuni “Da un’estate al mare al Carmelo”. En dicha carta el Papa, con su puño y letra, le escribe elogiando la música de Giuni y su búsqueda espiritual.
El 11 de octubre de 2013 el ayuntamiento de Alghero decidió poner su nombre a la plaza sobre la colina del Balaguer, pasando a denominarse “Mirador Giuni Russo”, un lugar de gran belleza y con un anfiteatro sobre el mar.
El 12 de julio de 2014 nuevamente la ciudad de Alghero dedica a Giuni Russo, con ocasión del décimo aniversario de su muerte, la 14.ª edición del Prix Corallo, con una gala tributo en la que participaron entre otros Grazia Di Michele y Lene Lovich.
El 19 de marzo de 2015, con motivo de las celebraciones mundiales del 500º aniversario del nacimiento de Santa Teresa de Ávila, la asociación GiuniRussoArte organiza el concierto “Giuni Russo carmelitana d’amore, incontro con Santa Teresa”, en la iglesia del Monasterio de las Carmelitas Descalzas de Milán, que cuenta como invitada con la cantante portuguesa Dulce Pontes, quien, por primera vez, interpreta Nada te turbe, de Giuni Russo Russo inspirada en un texto de Santa Teresa de Jesús.

### La producción póstuma
Desde el mismo día de la muerte de Giuni, Maria Antonietta Sisini, coautora, productora e inseparable escudera en la vida de Giuni, además de su heredera universal, dedica su vida a fomentar y  divulgar el arte de Giuni Russo para que no caiga en el olvido, así como la publicación de mucha de su obra que permaneció inédita a causa de su confrontación con las discográficas. 
El 10 de junio de 2005 la Warner Music finalmente publica en CD el aclamadísimo álbum Energie, fuertemente reclamado por su púbico, en el que se incluyen tres bonus-track: Un’estate al mare, Bing Bang Being y Adeste Fideles.
El 9 de septiembre de 2005, editado por Maria Antonietta Sisini, se publica un cofre titulado “Giuni Russo Mediterranea Tour”, que incluye la reedición del álbum “A casa di Ida Rubinstein” (1988) y un DVD con la grabación de un concierto televisivo del 10 de septiembre de 1984, año del Mediterranea Tour.
El 26 de septiembre de 2006, se publica en dos versiones “Unusual”, editado y producido por Maria Antonietta Sisini con la supervisión de Franco Battiato. La versión sólo CD con algunos de los mayores éxitos de Giuni remixados y con nuevos arreglos, cantados a dúo con artistas italianos e internacionales como Franco Battiato, Toni Childs, Capareza, Lene Lovich, etc y la versión cofre que incluye además un DVD con un resumen del concierto de 2001 celebrado en el Auditorio de Milán.
El 19 de octubre de 2007 se publica “The Complete Giuni”, un triple CD antológico, producido por Maria Antonietta Sisini, con sus mejores canciones desde 1968 al 2004, incluyendo canciones nunca publicadas en CD. También ese año Maria Antonietta Sisini reedita uno de los más amados trabajos de Giuni, “Se fossi più simpatica sarei meno antipatica” completamente remasterizado.
El 16 de noviembre de 2007 se publica el DVD “La sua figura”, un documental dirigido por Franco Battiato y producido por Maria Antonietta Sisini, que ofrece un retrato artístico y humano inédito de Giuni Russo a través de vídeos de archivo que cubren desde los inicios hasta las últimas apariciones televisivas en el que la propia Giuni va contando su vida. Entre los numerosos videos presentes destaca una interpretación en vivo de la canción L’addio en presencia de Leonardo Sciasca, tomada del programa televisivo “Blitz” (1983).
El 28 de noviembre de 2008 producido por Maria Antonietta Sisini la etiqueta Edel Music publica “Cercati in me”. El disco se compone de once canciones, de las que cinco son inéditas de los años 90’s que debieron de formar parte del frustrado disco “Gelsomini d’Arabia”, y otras siete remixadas incluida una suite de tres canciones de sonoridad multiétnica.
El 7 de septiembre de 2009 se publica por la Editorial Bompiani la biografía oficial “Giuni Russo. Da Un’estate al mare al Carmelo”, escrita por Bianca Pitzorno con la colaboración de Maria Antonietta Sisini. El libro incluye un CD con seis canciones, de las cuales dos son inéditas y una copia del DVD “La sua figura”. La biografía fue presentada en el Festival de Literatura de Mantua en el Teatro Sociale, en la presentación intervienen Bianca Pitzorno y Franco Battiato, este último autor de la introducción.
El 29 de marzo de 2011 sale “A casa di Ida Rubinstein 2011”, una revisión del álbum “A casa di Ida Rubinstein” (1988) producido por Maria Antonietta Sisini y con la contribución de grandes músicos internacionales de la talla de Brian Auger, Uri Caine y Paolo Fresu además de Franco Battiato con la que dueta la canción Le crépuscule. El cofre, distribuido por la Edel, incluye un DVD con el concierto de Giuni Russo en el Teatro Manzoni de Monza el 10 de julio de 1991.
También en 2011 la etiqueta Edel publica una versión económica de la antología “The complete Giuni”, una versión reducida titulada “Il meglio di Giuni Russo” conocida como “la de la carátula verde”, única recopilación (sin tener en cuenta la citada antología) que comprende toda la carrera musical en vida de Giuni Russo, aún en el mercado.
Ese mismo año la etiqueta Rhino Records (de la Warner Music) publica una recopilación ”Giuni Russo Collection” limitada a canciones grabadas por Giuni para esa etiqueta.
El 17 de abril de 2012 la misma etiqueta Rhino Records publica en un solo CD los álbumes “Vox” (1983) y “Mediterranea” (1984), únicos discos de la Warner aún sin publicar en CD.
Una semana después, tras 37 años, se publica en CD también el álbum “Love is a woman” (1975), el primer álbum de su carrera.  La reedición fuertemente deseada por sus fanes, distribuida por la Edel y editada por Maria Antonietta Sisini, reproduce fielmente los gráficos y el sonido del vinilo original y alcanza rápidamente las listas de éxitos de ventas.
El 27 de septiembre de 2012 Radio Montecarlo y Radio 105 lanzan como adelanto a un nuevo álbum  la canción inédita Para Siempre, encontrada por Maria Antonietta Sisini en una antigua casete. Esta canción fue compuesta por Giuni y Maria Antonietta Sisini para ofrecerla a otra artista y grabada con su tesitura de voz. Una vez escucha Giuni la grabación le gusta el resultado y decide quedársela para una futura publicación propia, quedando en el olvido. El cofre, de homónimo nombre comprende un CD que contiene (además de la inédita) nueve canciones de versiones internacionales grabadas en vivo y una en estudio, en sencillo “Everything is gonna be alright”, publicado en 1975. Además incluye un DVD que contiene el homenaje celebrado en Sacile durante la ceremonia en la que se puso el nombre de Giuni a la galería del Teatro Zancanaro.
En enero de 2013 la Warner Music vuelve a reeditar el CD de “Energie” totalmente remasterizado y fiel al original, sin bonus track.

El 15 de octubre de 2013 Maria Antonietta Sisini publica la recopilación “Unica” que contiene las primerísimas grabaciones de Giuni Russo publicadas entre 1968 y 1978, ocho de las doce canciones son publicadas por primera vez en formato CD.
El 3 de diciembre de 2013 sale exclusivamente en versión digital el álbum “Duets”, reedición del álbum “Unusual” (2006) al que se añade la demo inédita Le tue parole, primera versión del éxito sanremese del 2003, Morirò d’amore.
El 15 de mayo de 2014 se reeditan los CD de los álbumes “Morirò d’amore”, “Demo De Midi” y “Napoli che canta”, distribuidos por la Edel Italy.
El 18 de noviembre de 2014, con motivo del décimo aniversario de la muerte de Giuni Russo, se  publica, en edición limitada, un disco homenaje en formato vinilo y con demos inéditas que lleva por título “Il ritorno del soldato Russo”. Producido por Maria Antonietta Sisini contiene en su cara A cuatro canciones de los años 90’ (entre ellas Il ritorno del soldato compuesta por Giuni Russo, Maria Antonietta Sisini, Franco Battiato y Manlio Sgalambro) y en la cara B cuatro primerísimas grabaciones inéditas de la artista.
En febrero de 2015 en conmemoración del 30.º aniversario de su composición se publica en formato digital Alghero Remix 2015, único remix oficial de su famosa canción Alghero.
El 18 de septiembre de 2015 se publica “Las Moradas”, un álbum live del concierto íntegro celebrado en la Basilica de San Lorenzo Maggiore de Milán el 29 de diciembre de 1999 y que contiene la canción inédita en español Muero porque no muero. El disco se enmarca dentro del 500º aniversario del nacimiento de Santa Teresa de Ávila y va dedicado al Papa Francisco, buen conocedor del arte de Giuni Russo.
El 18 de noviembre de 2016, bajo la producción de Maria Antonietta Sisini, se publica el cofre “Fonte d’amore” una recopilación dedicada a Carlo Bixio (que en los años 80’s relanzó la carrera de Giuni a pesar del boicot de la industria discográfica) compuesta por cuatro CD: tres de ellos ya editados en el pasado pero jamás publicados en CD y remasterizados (“Giuni” 1986, “Album” 1987 e “Il ritorno del soldato Russo” 2014) fuertemente reclamados por el público y el nuevo “Sharazad”, que contiene ocho canciones inéditas.
El 8 de septiembre de 2017 viene publicado un nuevo trabajo discográfico de inéditos por título “Armstrong”, en formato doble CD y en vinilo. Esta publicación vino precedida del lanzamiento del videoclip  producido por Maria Antonietta Sisini del inédito “Non voglio andare via” el 29 de agosto que tiene como protagonista a la actriz Maria Grazia Cucinotta bajo la dirección de Carlo Fenizi (31), ambos grandes admiradores de Giuni Russo. Este trabajo se enmarca temporalmente justo antes del contrato con la CGD y el lanzamiento de “Energie”, quedando inédito y por tanto en el olvido hasta que Maria Antonietta Sisini lo encuentra en el archivo de la GiuniRussoArte.
El 2 de noviembre de 2018 se publica en vinilo, como picture disk, en edición limitada y numerada, la reedición del disco “Giuni” de 1986, totalmente remasterizado.
En septiembre de 2019 y con un par de semanas de diferencia se reeditan en vinilo coloreado, por Warner Music, el álbum “Energie”, conmemorando el 15.º aniversario de su reedición y con el sonido remasterizado bajo supervisión de Maria Antonietta Sisini y por otro lado, producido por Maria Antonietta Sisini y con ocasión del 25.º aniversario de su primera publicación, el álbum “Se fossi più simpatica sarei meno antipatica” en dos versiones, por primera vez en vinilo, coloreado y edición limitada y numerada, y nuevamente en CD, ambas versiones con una nueva remasterización del sonido.
El 19 de junio de 2020, tres meses después de lo esperado debido a la situación con el COVID-19, se publica una edición limitada y numerada en formato vinilo del álbum “Unica”, ganador de una votación ofrecida a sus fanes para elegir el próximo disco a publicar en vinilo.

## Participación en Festivales Musicales

### Participaciones en elFestival de Sanremo
- Festival de Sanremo 1968: con No amore (Pallavicini-Intra) Giusy Romeo y Sacha Distel — No finalista

- En 1984 Giuni estaba entre los posibles participantes con una canción escrita por ella titulada Ciao pero su candidatura fue cancelada por la CGD ya que pusieron bajo contrato a Patty Pravo que volvía a los escenarios y prefirieron llevarla a ella antes que a Giuni.

«Una vez me he presentado con La sua figura: había pasado todas las selecciones. Después, cuando han anunciado los cantantes definitivos ya no estaba. ¿Qué debo pensar? Comprendo, quieren otra cosa. Una lástima, era una canción importante, habría llevado a San Juan de la Cruz», de una entrevista del 30 de noviembre de 1999.»
- En 1997 estaba entre los posibles participantes con Morirò d’amore pero la comisión la descartó calificando la maqueta como “desafinado”. La misma maqueta fue presentada de nuevo a la comisión del Festival de 2003 y la canción fue aceptada para el festival.
- Festival de Sanremo 2003 con Morirò d'amore (Le tue parole) (Giuni Russo, Maria Antonietta Sisini y V. Magelli) — 7.º posto.

### Participaciones en elFestivalbar
- 1968: con L'onda

- 1982: con Un'estate al mare — 1.º puesto Festivalbar DiscoVerde

- 1983: con Sere d'agosto Premio Especial para el album "Vox"

- 1984: con Limonata Cha Cha Cha, Mediterranea e Demenzial song (Festivalbar DiscoVerde)

- 1986: con Alghero

### Participaciones enViva Napoli
- 1997: con Maruzzella e Me voglio fa 'na casa

### Participaciones enAzzurro
- 1983: con Sere d'agosto

- 1984: con Mediterranea e Limonata Cha Cha Cha

### Participaciones en elPremio Tenco
- 1994: con Ciao amore ciao (de Luigi Tenco, con un arreglo de Franco Battiato)

- 1995: con Malinconia, Il sole di Austerlitz, La sua figura y La barca degli amanti (feat. Sergio Godinho)

### Participaciones en elCantagiro
- 1968: con L'onda
- 1977: con Mai

### Participaciones enUn disco per l’estate
- 1968: con L'onda

- 1987: con Adrenalina (feat. Rettore), I giardini di Eros y Mango, papaia

### Participaciones enVota la voce
- 1982: con Un’estate al mare
- 1984: con Limonata Cha Cha Cha
- 1986: con Alghero

### Participaciones enNapoli prima e dopo
- 2003: con Marechiare

## Discográfica

### Participaciones en el Festival de Sanremo
- 1975: Love Is a Woman
- 1981: Energie
- 1983: Vox
- 1984: Mediterranea
- 1986: Giuni
- 1987: Album
- 1988: A casa di Ida Rubinstein
- 1992: Amala
- 1994: Se fossi più simpatica sarei meno antipatica
- 1998: Voce prigioniera
- 2002: Signorina Romeo Live
- 2003: Morirò d'amore
- 2003: Demo de midi
- 2004: Napoli che canta
- 2006: Unusual
- 2008: Cercati in me
- 2011: A casa di Ida Rubinstein 2011
- 2012: Para siempre
- 2013: Unica
- 2014: Il ritorno del soldato Russo
- 2015: Las Moradas
- 2016: Fonte d'amore
- 2017: Armstrong

## Videografía
- 2004 - Napoli che canta
- 2005 - Mediterranea Tour
- 2006 - Unusual
- 2007 - La sua figura
- 2011 - A casa di Ida Rubinstein 2011

## Teatro
- De 1997 al 1998 - Verba Tango, con Giorgio Albertazzi y Fleur Jaeggy;
- De 1999 al 2000 - Las Moradas, il sacro nelle dimore della musica e della poesia;
- De  2001 al 2002 - Le stanze della musica.

## Premios y reconocimientos
Algunos premios y reconocimientos concedidos en el transcurso de la carrera de Giuni Russo:
- 1967: Primer puerto en el Festival di Castrocaro con A chi;
- 1982: Disco de Oro por la canción Un'estate al mare;
- 1982: Primer puesto "Festivalbar DiscoVerde" con la canción Un'estate al mare;
- 1982: Premio Telegatto "Vota la voce" como mejor revelación del año;
- 1983: Premio Especial del Festivalbar para el álbum Vox;
- 1984: Premio Telegatto "Vota la voce" como mejor cantante femenina
- 1986: Premio "Platea Estate"
- 1986: Premio Telegatto "Vota la voce" como mejor cantante femenina
- 1986: Disco de Oro por en sencillo Alghero;
- 2003: 2.º Puesto del Premio de la Crítica con la canción Morirò d'amore en Sanremo 2003;
- 2003: Premio como mejor arreglo a Franco Battiato, con la canción Morirò d'amore en Sanremo 2003;
- 2006: Premio Award dell'Illustrazione Italiana in "Illustratori Italiani-Annual 2006" para la carátula del álbum Morirò d'amore.